# Rivière Savalette
Der Rivière Savalette ist ein 105 km langer linker Nebenfluss des Rivière à la Baleine in der kanadischen Provinz Québec.
Der Rivière Savalette hat seinen Ursprung im See Lac Migrardet. Er fließt in überwiegend nördlicher Richtung durch den Zentralteil der Labrador-Halbinsel. Dabei passiert er die Seen Lac Balthazar, Lac Flotte, Lac La Freydière, Lac McCabe, Lac Elsie und Lac Savalette. Der Zufluss Rivière Laudier mündet ebenfalls in den Lac Elsie. Der Rivière Savalette mündet 5 km südwestlich des Lac Champdoré in den Rivière à la Baleine.